# Philipp Clüver

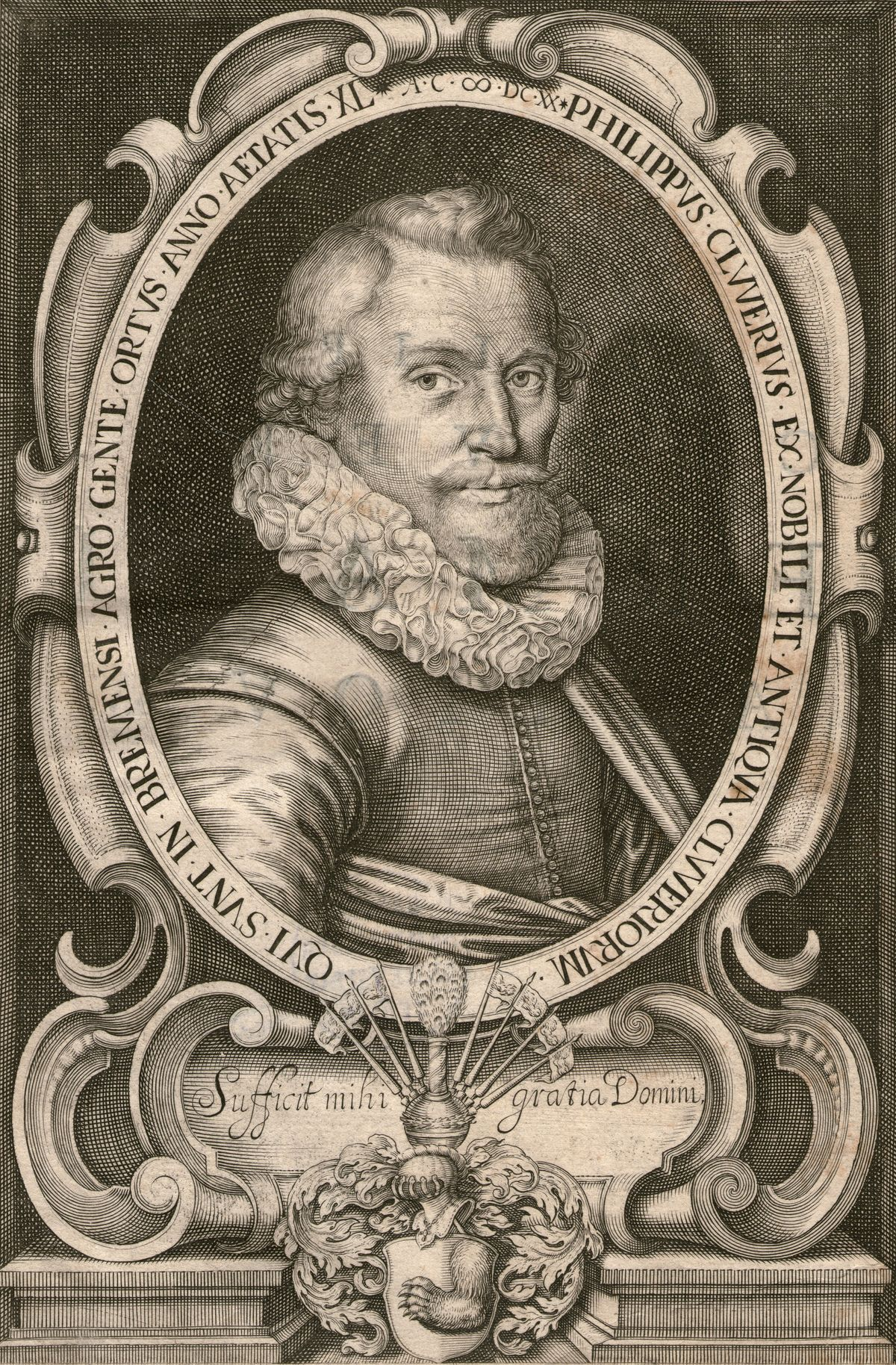
Philipp Clüver

Philipp Clüver auf dem Frontispiz der Introductio in Universam Geographiam (Archiv Gymnasium Langenberg)

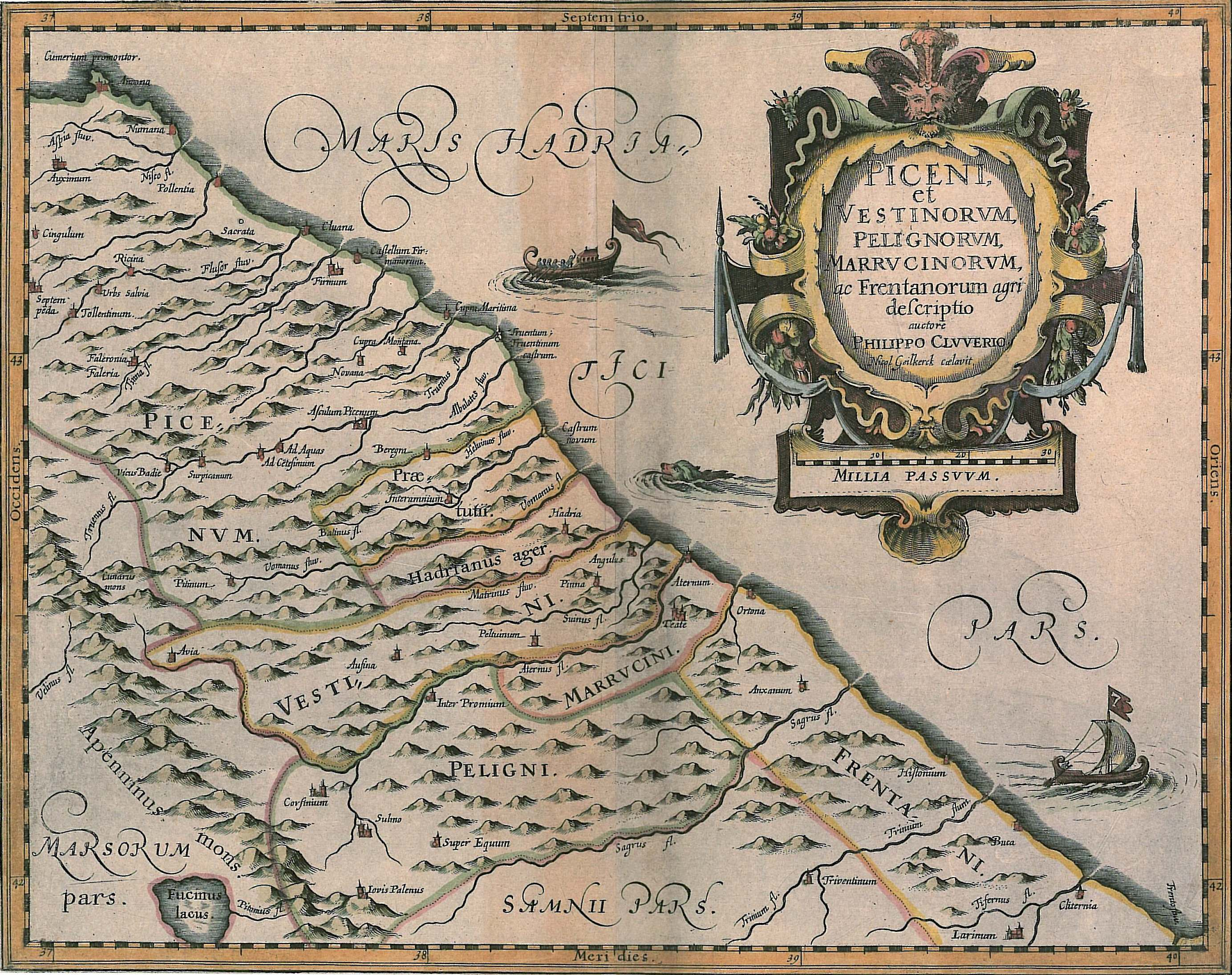
Karte aus Italia Antiqua (1624)

Philipp Clüver (auch Klüwer, häufig latinisiert als Philippus Cluverius; * 1580 in Danzig; † 31. Dezember 1622 in Leiden, Niederlande) war ein deutscher Geograph und Historiker, der starken Einfluss auf die Wiederbelebung der geographischen Wissenschaft in Europa hatte und als Begründer der historischen Geographie gilt.

## Leben
Der Sohn des Danziger Münzmeisters sollte nach dem Willen des Vaters Jurist und Diplomat werden. Im Alter von 20 Jahren wurde er zum Rechtsstudium nach Leiden geschickt, wo er sich jedoch unter dem Einfluss von Joseph Justus Scaliger der Altertumswissenschaft und da insbesondere der antiken Geographie zuwandte. Dadurch kam es zum Bruch mit dem Vater. Er wurde in Böhmen Soldat und kämpfte als solcher in Ungarn gegen die Türken. 1607–1613 bereiste er einen großen Teil Europas, wobei ihn die Mutter heimlich unterstützte. In London lernte er den Humanisten Isaac Casaubon kennen und heiratete dort auch. 1615 ließ er sich endgültig in Leiden nieder, wo er in den folgenden Jahren als geographus academicus mit einem Gehalt von 500 Gulden fest angestellt war. 1617–1618 reiste er noch einmal, und zwar zu Fuß durch Italien und Sizilien. Seine Schriften wurden bei dem damals noch relativ jungen Verlag Elsevier verlegt, der an ihnen nicht schlecht verdiente, jedoch die Kinder des früh Verstorbenen nicht unterstützte.

## Werk
Clüver näherte sich der Geographie über die Geschichte und die klassischen Autoren. Zu seinen bedeutendsten Werken gehört die Introductio in Universam Geographiam (Einführung in die universelle Geographie) von 1624. Der erste von sechs Bänden befasst sich im Allgemeinen mit der Erde, aber sein Ruhm begründet sich mehr auf die übrigen fünf Bände. Sie enthalten kurze Beschreibungen der Länder, mit Schwerpunkt auf einer menschlichen und historischen Betrachtung. Diese Introductio blieb bis zur Mitte des 18. Jahrhunderts ein Standardwerk der Geographie.

## Schriften
- Germania Antiqua libri tres (1616)
- Siciliae Antiquae libri duo (1619)
- Sardinia et Corsica Antiqua (1619)
- Italia Antiqua (1624, posthum)
- Introductio in Universam Geographiam (1624–1629)